# فيلوتاس
فيلوتاس (Φιλώτας) هي مدينة في فلورينا في مقاطعة فوريا إلادا في اليونان.